# Nedre Vassbotten
Nedre Vassbotten är en sjö i Arvika kommun i Värmland och ingår i Göta älvs huvudavrinningsområde. Sjön är 9 meter djup, har en yta på 0,697 kvadratkilometer och befinner sig 99,1 meter över havet. Vid provfiske har bland annat abborre, braxen, gers och gädda fångats i sjön.

## Delavrinningsområde
Nedre Vassbotten ingår i det delavrinningsområde (664437-131633) som SMHI kallar för Utloppet av Nedre Vassbotten. Medelhöjden är 127 meter över havet och ytan är 3,47 kvadratkilometer. Räknas de 33 avrinningsområdena uppströms in blir den ackumulerade arean 809,17 kvadratkilometer. Vaggeälven (Kivilampälven) som avvattnar avrinningsområdet har biflödesordning 3, vilket innebär att vattnet flödar genom totalt 3 vattendrag innan det når havet efter 300 kilometer. Avrinningsområdet består mestadels av skog (39 procent), öppen mark (20 procent) och jordbruk (19 procent). Avrinningsområdet har 0,69 kvadratkilometer vattenytor vilket ger det en sjöprocent på 19,9 procent.

## Fisk
Vid provfiske har följande fisk fångats i sjön:
- Abborre
- Braxen
- Gärs
- Gädda
- Löja
- Mört